# Candida santamariae
Candida santamariae är en svampart. Candida santamariae ingår i släktet Candida, ordningen Saccharomycetales, klassen Saccharomycetes, divisionen sporsäcksvampar och riket svampar.

## Underarter
Arten delas in i följande underarter:
- santamariae
- membranifaciens